# Palatul Justiției din Arad
Palatul Justiției este un edificiu situat pe strada Vasile Milea, municipiul Arad. A fost inaugurat în anul 1892. 

## Descriere
Intrarea în clădirea ridicată în stil eclectic este străjuită de două coloane de stil doric. Deasupra intrării, la ambele etaje se găsesc balcoane clasicizante, dar în acest stil a fost ridicată și balustrada de la acoperiș. Fațada dinspre parcul Eminescu este dominată de marile ferestre ale sălii festive, purtând elemente de stil neobaroc. Fațada clădirii dinspre râul Mureș poartă amprenta stilului renacentist italian. În fața clădirii a fost dezvelit bustul eroului revoluționar Avram Iancu.